# Kompasspflanze
Die Kompasspflanze (Silphium laciniatum), genauer Geschlitztblättrige Kompasspflanze oder manchmal Schlitzblättrige Silphie genannt, ist eine Pflanzenart aus der Gattung Silphien (Silphium) innerhalb der Familie der Korbblütler (Asteraceae). Sie ist in Nordamerika verbreitet.

## Beschreibung

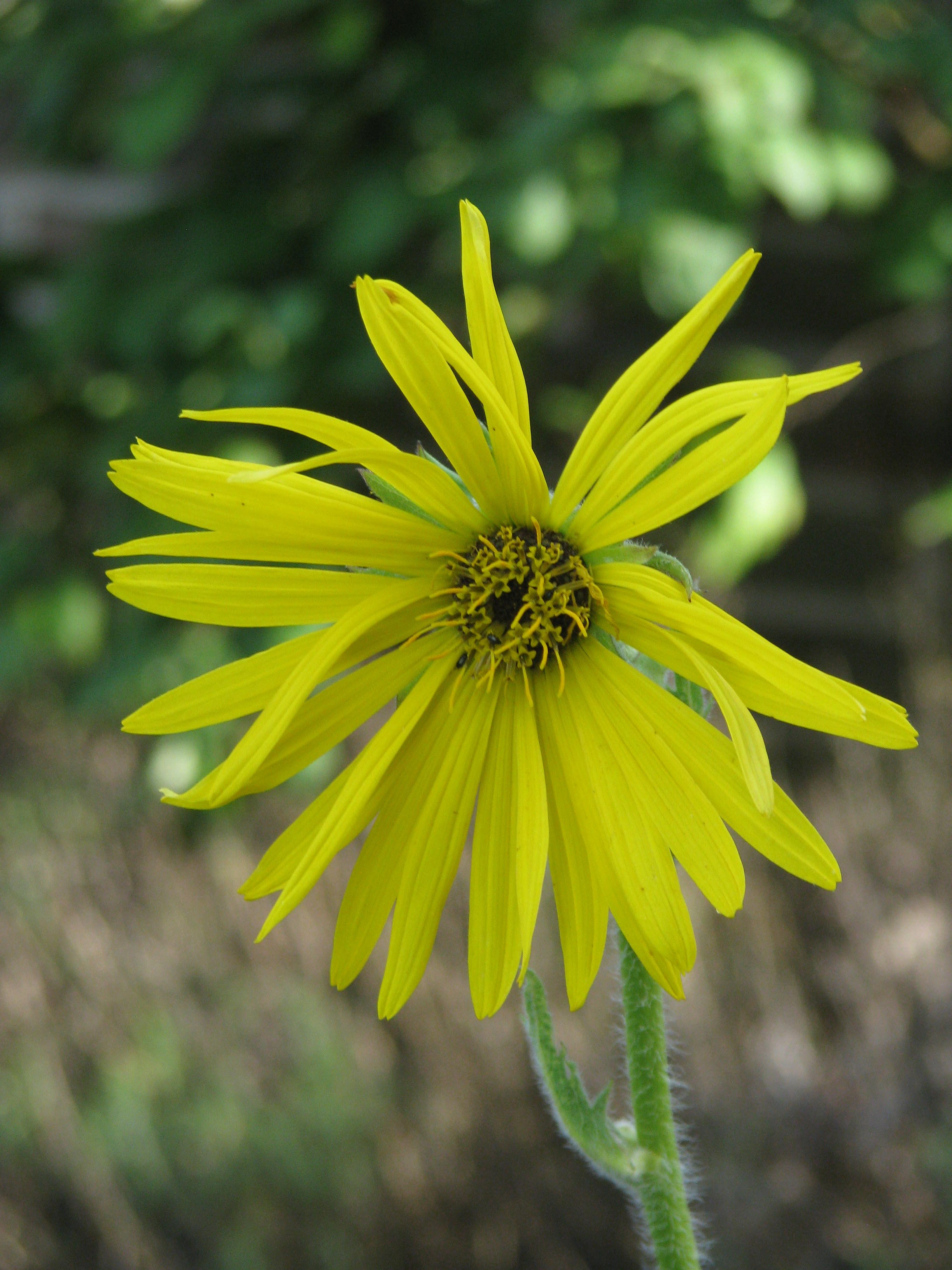
Blütenkorb

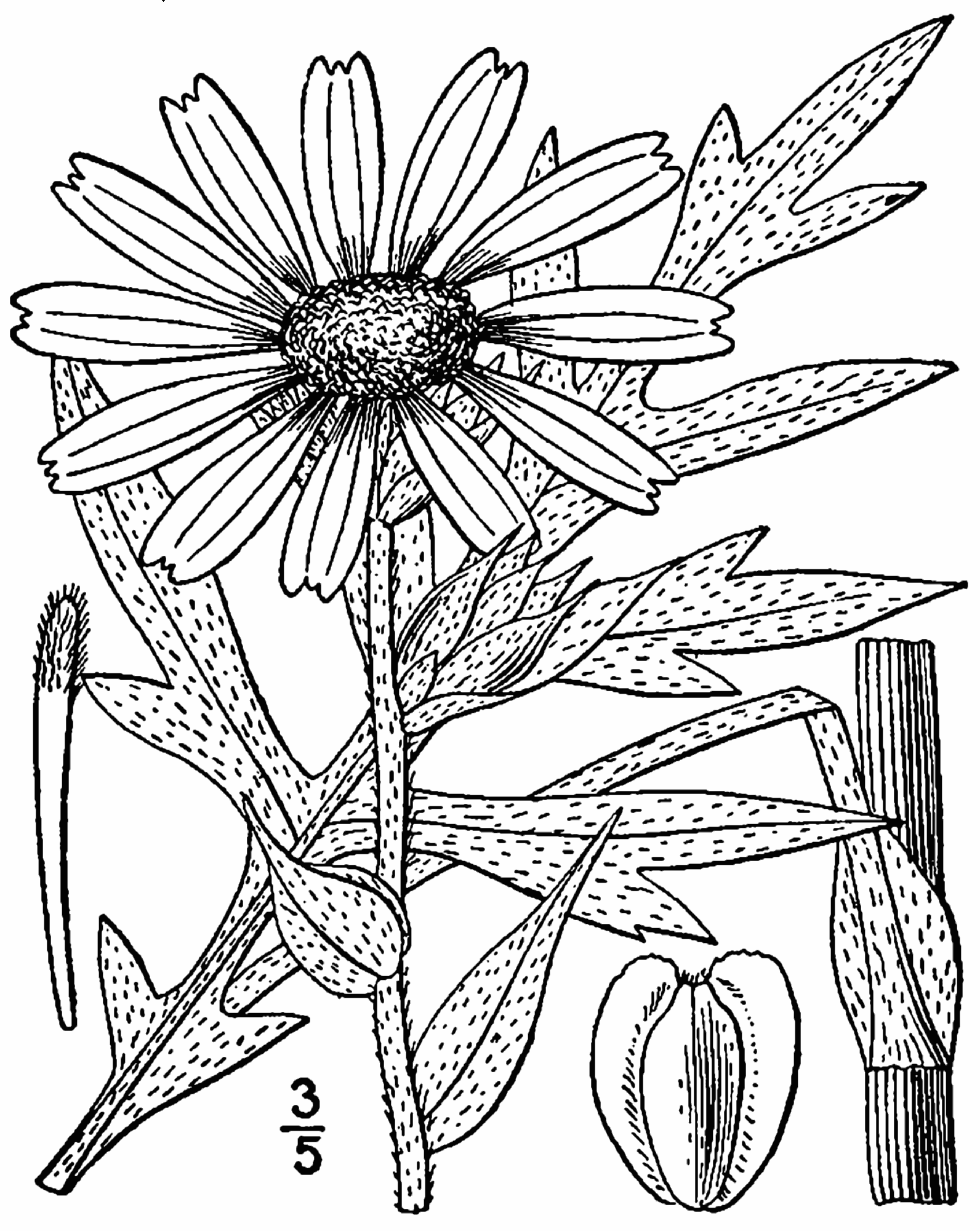
Illustration

### Vegetative Merkmale
Die Kompasspflanze wächst als ausdauernde krautige Pflanze und erreicht Wuchshöhen von 40 bis 100, selten bis zu 300 Zentimetern. Es werden Pfahlwurzeln gebildet. Die aufrechten Stängel sind stielrund, rau oder steif behaart.
Die haltbaren basalen und die am Stängel wechselständig verteilt angeordneten Laubblätter sind gestielt oder sitzend. Die Blattspreiten sind im Umriss bei einer Länge von 4 bis 60 Zentimetern sowie 1 bis 30 Zentimetern lanzettlich, linealisch, eiförmig oder rhombisch mit spitz zulaufender bis gestutzter Spreitenbasis mit spitzem oberen Ende und sie sind meist, besonders bei den unteren Laubblättern, einfach oder doppelt fiederlappig. Die Blattränder sind ungleich gezähnt oder glatt. Die Blattflächen sind rau oder steif behaart. Nach oben hin sind Blätter in Form und Größe zunehmend reduziert.

### Generative Merkmale
Die Blütezeit reicht in Nordamerika vom Sommer bis zum frühen Herbst. In Gesamtblütenständen werden körbchenförmige Blütenstände gebildet. Die 25 bis 45 Hüllblätter stehen im Involucrum in zwei bis drei Reihen. Die äußeren Hüllblätter sind angedrückt oder zurückgebogen mit zugespitztem bis geschwänztem oberen Ende; ihre Unterseite ist rau bis steif und drüsig behaart. In einem Blütenkorb befinden sich 27 bis 38 Zungenblüten = Strahlenblüten und die 100 bis 275 Röhrenblüten = Scheibenblüten. Beide Blütenkronen sind gelb.
Die Achänen sind 10 bis 18 Millimeter lang sowie 6 bis 12 Millimeter breit. Ihr Pappus ist 1 bis 3 Millimeter lang. Der Griffel ist zweiästig.

### Chromosomensatz
Die Chromosomengrundzahl beträgt x = 7; es liegt Diploidie mit einer Chromosomenzahl von 2n = 14 vor.

## Physiologische Anpassung
Silphium laciniatum wächst vor allem in den Prärien der USA. Sie kann als Anpassung an starke Besonnung ihre vertikal ausgerichteten Laubblätter in Nord-Süd-Richtung einstellen. Die Blattspitzen zeigen dann in der Regel in Nord-Süd-Richtung, die Blattspreiten weisen hingegen nach Osten bzw. Westen. Versuche haben gezeigt, dass die Photosyntheserate und damit die CO2-Assimilation bei horizontaler Stellung der Blätter zwar genauso groß ist wie bei den vertikal in Nord-Süd-Richtung zeigenden Blättern, dass aber der Wasserverbrauch in der Mittagssonne wesentlich größer ist. Bei Stellung der Laubblätter in Ost-West-Richtung wäre die CO₂-Assimilation geringer.
Mit dieser Blattausrichtung zählt Silphium laciniatum zu den Vertretern der Kompasspflanzen. Die englischsprachigen Trivialnamen sind prairie compass plant oder compass flower.

## Vorkommen
Silphium laciniatum ist in Nordamerika vom südlichen Teil der kanadischen Provinz Ontario bis zu den US-Bundesstaaten Indiana, Michigan, New York, Ohio, Pennsylvania, Illinois, Iowa, Kansas, Minnesota, Missouri, Nebraska, Oklahoma, South Dakota, Wisconsin, Alabama, Arkansas, Kentucky, Louisiana, Mississippi, Tennessee, New Mexico sowie Texas weit verbreitet. Silphium laciniatum gedeiht in Prärien und an offenen sowie gestörten Standorten in Höhenlagen von 50 bis 600 Metern.

## Taxonomie
Die Erstveröffentlichung von Silphium laciniatum erfolgte 1753 durch Carl von Linné in Species Plantarum, Tomus II, S. 919. Ein Synonym für Silphium laciniatum L. ist Silphium laciniatum var. robinsonii L.M.Perry. Das Artepitheton laciniatum bedeutet „zerteilt, zerschlitzt, zipfelig“ und bezieht sich auf die Form der Laubblätter.

## Nutzung
Silphium laciniatum wird in der Volksmedizin genutzt. Die Pflanzenteile werden in Nordamerika bei Katarrh und Asthma verwendet. Silphium laciniatum soll bei Schleimhauterkrankungen der Respirations- und Harnorgane wirken. Angewendet wird es gelegentlich bei chronischer Bronchitis, Asthma, Cystitis, gegen Grippe und Dysenterie. Neben dem Harz werden auch Tees aus den unterirdischen und oberirdischen Pflanzenteilen verwendet. Die medizinischen Wirkungen wurden untersucht.
Im oberen Bereich des Blütenstandes tritt Harz aus, das als Kaugummi verwendet werden kann.